# Health On the Net Foundation
Die Health On the Net Foundation (HON) ist eine 1995 gegründete Stiftung mit Sitz in der Schweiz, seit 2002 mit NGO-Status bei den Vereinten Nationen. HON stellte mit 15. Dezember 2022 ihre Dienste ein.
HON betrieb ab 1996 einen zunächst kostenlosen, ab 2015 kostenpflichtigen Zertifizierungsdienst für „vertrauenswürdige“ Webseiten mit medizinischen Informationen, den nach eigenen Angaben ca. 3000 Seiten in Anspruch nahmen.
Die Gründung der Stiftung war eines der Resultate der internationalen Konferenz „International Working Conference on the Use of Internet and World-Wide Web for Telematics in Healthcare“, die im September 1995 in Genf (Schweiz) stattfand.
HON hat den sogenannten „HON code of conduct“ (kurz: HONcode) erarbeitet, auf dessen Basis Informationsquellen im WWW nach formalen Kriterien bezüglich ihrer Zuverlässigkeit und Glaubwürdigkeit zertifiziert werden können. HON bot eine Suchmaschine an, mit deren Hilfe nach HON-zertifizierten Quellen im WWW gesucht werden kann.

## HONcode
Für die Vergabe des Zertifikats wurden Inhalte durch die HON-Foundation auf die Einhaltung der vorgegebenen formalen Kriterien sowohl bei der erstmaligen Zertifizierung, wie auch nachfolgend in mehrjährigen Zeitabständen überprüft. Die Nutzung des Zertifikats war kostenpflichtig. Die Zertifizierung einer Internetseite konnte auf der Internetseite der HON Foundation überprüft werden.
Die Prinzipien des HONcode sind:
1. Sachverständigkeit – Angabe der Qualifikation der Verfasser.
2. Komplementarität (Ergänzung) – Informationen und Hilfe sollen medizinische Beratung unterstützen, nicht ersetzen.
3. Datenschutz – Einhaltung der Vertraulichkeit persönlicher Daten, die ein Webseitenbesucher eingegeben hat.
4. Zuordnung – Referenzen zu den Informationsquellen und Datum dürfen nicht fehlen.
5. Belegbarkeit – Behandlungen, Produkte und Dienstleistungen müssen durch ausgewogene und belegbare, wissenschaftliche Informationen gestützt werden.
6. Transparenz und Kontaktinformationen.
7. Offenlegung der Finanzierung – Trägerschaft, Sponsoren und Finanzquellen müssen benannt werden.
8. Werbepolitik – Trennung von Werbung und redaktionellen Inhalten.